# Ithytrichia mazon
Ithytrichia mazon är en nattsländeart som beskrevs av Ross 1944. Ithytrichia mazon ingår i släktet Ithytrichia och familjen smånattsländor. Inga underarter finns listade i Catalogue of Life.